# 尚比亞國旗
赞比亚國旗是一面纵横比例2：3，底部为綠色（象徵自然資源）的旗幟，右下角從左到右有紅（象徵爭取自由）、黑（象徵人民）、橙（象徵以铜为主的礦產資源）三條直條。其上有一兩翼舒張的雄鷹，象徵赞比亚人民拥有克服困難的勇气和决心。
本旗採用於1964年10月24日，1996年10月17日稍作修改，将国旗底部的绿色深度改浅。
| standard       |                |                |                |
| 尚比亞總統旗幟 | 尚比亞警察旗幟 | 尚比亞空軍旗幟 | 尚比亞民航旗幟 |

### 历史国旗

#### 殖民地时期
- 北羅德西亞（1924—1953）
- 羅德西亞與尼亞薩蘭聯邦（1953—1963）
- 北羅德西亞（1963—1964，二度）

#### 共和国时期
- （1964—1996）
- （1996—）